# Arroyo Batoví (Tacuarembó)
El Arroyo Batoví es un curso de agua uruguayo que atraviesa el departamento de Tacuarembó perteneciente a la cuenca hidrográfica del Río de la Plata.
Nace en la cuchilla de Haedo y desemboca en el arroyo Tres Cruces tras recorrer alrededor de 41 km.